# Santos Dumont (Aracaju)
Santos Dumont é um bairro da Zona Norte de Aracaju. Seus limites, ao norte, são com os bairros Cidade Nova e Soledade, a leste, com o Dezoito do Forte, a oeste, com o Bugio e o Jardim Centenário, e, ao sul, com o José Conrado de Araújo. É um dos bairros mais populosos e tradicionais da capital sergipana. 

## Formação e Ocupação
Na região onde atualmente se encontra o bairro Santos Dumont existiam até o início do Século XX grandes fazendas, de uma dessas fazendas surgiu o primeiro nome do bairro: Anipum. Em 1939 é inaugurado na área situada entre o Anipum e o antigo bairro Matadouro (atual Bugio) o Aeroclube de Sergipe (ICAO:SNAU), sendo o primeiro campo de pouso no Estado, substituído em 1952 pelo Aeroporto Santa Maria (IATA: AJU, ICAO: SBAR), na zona sul. Sendo Santos Dumont o patrono da aviação brasileira daí se originou o topônimo atual, reconhecido pela lei municipal 63/1955. Atualmente, o Aeroclube funciona não apenas com aviação civil de pequeno porte, como também é base de operações do grupamento tático aéreo da Polícia Militar do Estado de Sergipe A partir da década de 1950 as antigas fazendas vão sendo loteadas em pequenas partes por seus donos e vendidas a preços populares para migrantes, vindos principalmente do agreste e sertão sergipano, em busca de uma vida melhor na capital. Desde então, o Santos Dumont expandiu-se bastante, sendo um importante centro comercial e residencial da zona norte de Aracaju, abrangendo redes de supermercados, bancos, escolas, oficinas automotivas e diversificados setores de serviços. A rua São Francisco de Assis é o “coração econômico” do bairro. Entretanto, o Santos Dumont ainda carece de mais ações do poder público no tocante à segurança, lazer, saúde e educação. Os aparelhos públicos de serviços sociais ainda são poucos diante de seu enorme contingente demográfico. 

## Transporte Público
No Santos Dumont, está um dos maiores entroncamentos rodoviários da cidade: o Terminal de Integração Visconde de Maracaju (popularmente conhecido como Terminal Maracaju), de onde partem ônibus para todos os pontos da capital e dos demais municípios da Região Metropolitana de Aracaju. Existe também o serviço de táxi-lotação, com destino ao Centro, sendo muito utilizado pela comunidade.

## Principais Logradouros
- Avenida General Euclides Figueiredo (popularmente chamada de “Ferro Velho”).
- Avenida Maranhão
- Rua São Francisco de Assis
- Rua Jonaldo Bomfim
- Rua Major Aureliano
- Rua Sargento Brasiliano